# Behind the Shadows
Behind the Shadows (xinès simplificat: 尾随, pinyin: Wěisuí) és una pel·lícula de thriller i acció de Hong Kong dirigida per Jonathan i Choy Man-yu i protagonitzada per Louis Koo, Liu Kuan-ting i Chrissie Chau. Koo interpreta un detectiu privat que investiga un cas de violació i assassinat que implica adulteri.
La producció de la pel·lícula va començar a Kuala Lumpur, Malàisia, el setembre de 2023.

## Repartiment
- Louis Koo
- Liu Kuan-ting
- Chrissie Chau
- Raymond Wong Ho-yin
- Eddie Cheung
- Renci Yeung
- Yumi Wong
- Auguste Kwan
- Phei Yong

## Producció
L'abril de 2023, la productora de Louis Koo, One Cool Group Limited, va establir una nova sucursal a Malàisia i Behind the Shadows és la primera producció cinematogràfica que es va rodar al país. La conferència de premsa de llançament de la producció es va dur a terme el 16 de setembre de 2023 a l'EQ Hotel, Jalan Sultan Ismail, a la qual van assistir els directors Jonathan Li i Chou Man-yu i els membres del repartiment Koo, Liu Kuan-ting, Chrissie Chau, Raymond Wong, Renci Yeung, Eddie, Yumi Wong, Auguste Kwan i Phei Yong. Cheang Pou-soi fou el productor de la pel·lícula. Koo revelà que interpreta a un detectiu privat que investiga un cas de violació i assassinat per adulteri, mentre que Chau interpreta a la dona separada del personatge de Koo. Raymond Wong interpreta un membre de la banda mentre que Yeung va declarar que interpreta a una de les companyes del personatge de Wong. El director Li revelà que la fotografia principal de la pel·lícula va començar una setmana abans a la zona de la vall de Klang i estava previst que finalitzara a finals del mes següent. El 22 de setembre, la pel·lícula va celebrar la seua cerimònia de benedicció d'inici de producció a Kuala Lumpur.